# Aragoa lycopodioides
Aragoa lycopodioides là một loài thực vật có hoa trong họ Mã đề. Loài này được Benth. ex Oliver mô tả khoa học đầu tiên năm 1880.